# Mostołty
Mostołty (deutsch Mostolten) ist ein Dorf in der polnischen Woiwodschaft Ermland-Masuren, das zur Gmina Ełk (Landgemeinde Lyck) im Powiat Ełcki (Kreis Lyck) gehört.

## Geographische Lage
Mostołty liegt im Südosten der Woiwodschaft Ermland-Masuren, elf Kilometer südwestlich der Kreisstadt Ełk (Lyck).

## Geschichte
Bereits vor 1539 wurde das seinerzeit Mostalten, nach 1777 Mostollen und nach 1871 Mostolten genannte Dorf gegründet. 
Von 1874 bis 1945 war der Ort in den Amtsbezirk Baitkowen (polnisch Bajtkowo) eingegliedert, der – 1938 in „Amtsbezirk Baitenberg“ umbenannt – zum Kreis Lyck im Regierungsbezirk Gumbinnen (ab 1905: Regierungsbezirk Allenstein) in der preußischen Provinz Ostpreußen gehörte. Im Jahre 1910 verzeichnete Mostolten 187 Einwohner.
Aufgrund der Bestimmungen des Versailler Vertrags stimmte die Bevölkerung im Abstimmungsgebiet Allenstein, zu dem Mostolten gehörte, am 11. Juli 1920 über die weitere staatliche Zugehörigkeit zu Ostpreußen (und damit zu Deutschland) oder den Anschluss an Polen ab. In Mostolten stimmten 120 Einwohner für den Verbleib bei Ostpreußen, auf Polen entfielen keine Stimmen.
Am 30. September 1928 wurde der Nachbargutsbezirk Tratzen (1938 bis 1945 Trabenau, polnisch Tracze) nach Mostolten eingemeindet. Die Zahl der Einwohner stieg bis 1933 auf 247 und belief sich 1939 auf 241.
In Kriegsfolge kam Mostolten 1945 mit dem gesamten südlichen Ostpreußen zu Polen und erhielt die polnische Namensform „Mostołty“. Das Dorf ist heute Sitz eines Schulzenamtes (polnisch Sołectwo) und als solches eine Ortschaft im Verbund der Gmina Ełk (Landgemeinde Lyck) im Powiat Ełcki (Kreis Lyck), bis 1998 der Woiwodschaft Suwałki, seither der Woiwodschaft Ermland-Masuren zugehörig.

## Religionen

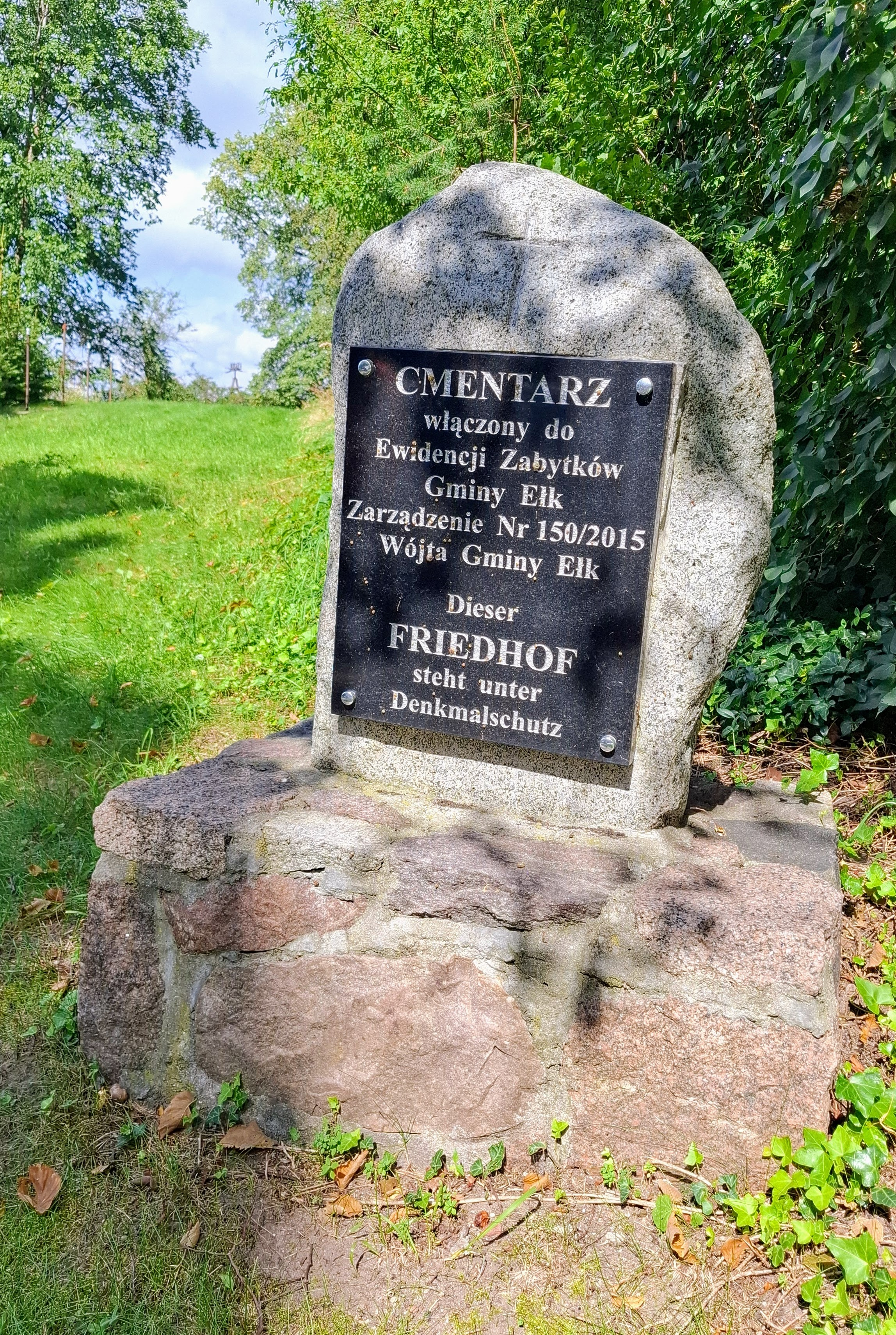
Eingang zum Friedhof

Bis 1945 war Mostolten in die evangelische Kirche Baitkowen (1938 bis 1945 Baitenberg, polnisch Bajtkowo) in der Kirchenprovinz Ostpreußen der Kirche der Altpreußischen Union und in die römisch-katholische Kirche St. Adalbert in Lyck im Bistum Ermland eingepfarrt. 
Heute gehört Mostołty katholischerseits zur Pfarrei Bajtkowo im Bistum Ełk der Römisch-katholischen Kirche in Polen. Die evangelischen Einwohner halten sich zur Kirchengemeinde in der Stadt Ełk, einer Filialgemeinde der  Pfarrei Pisz (deutsch Johannisburg) in der Diözese Masuren der Evangelisch-Augsburgischen Kirche in Polen.

## Persönlichkeiten
- Gerd Bandilla (* 3. Oktober 1934 in Mostolten), deutscher Kommunalpolitiker, Gemeindedirektor

## Verkehr
Mostołty liegt an der Nebenstraße 1864N, die von der Kreisstadt Ełk über Szarejki (Sareyken, 1938 bis 1945 Sareiken) und Monety (Monethen) bis nach Rakowo Małe (Köllmisch Rakowen, 1938 bis 1945 Köllmisch Rakau) an der Woiwodschaftsstraße 667 verläuft. In Mostołty kreuzt sie eine Nebenstraße, die von Ruska Wieś (Reuschendorf) an der Landesstraße 16 kommend bis nach Bajtkowo an der Woiwodschaftsstraße 667 führt. 